# Білецький Аркадій Юхимович
Арка́дій Юхи́мович Біле́цький (8 червня 1925 — 10 вересня 1983) — радянський військовик, в роки Другої світової війни — командир відділення 2-го стрілецького батальйону 81-го гвардійського стрілецького полку 25-ї гвардійської стрілецької дивізії 7-ї гвардійської армії, гвардії сержант. Повний кавалер ордена Слави.

## Життєпис
Народився в селі Новоселівка, нині Подільського району Одеської області, в селянській родині. Українець. Здобув неповну середню освіту. Працював у місцевому колгоспі.
З початком німецько-радянської війни і окупацією села, перебував на тимчасово окупованій території. До лав РСЧА призваний Котовським РВК 8 квітня 1944 року. У діючій армії — з 10 травня того ж року. Воював на 2-му Українському фронті.
7 грудня 1944 року в бою за село Дерк (Угорське королівство) гвардії сержант А. Ю. Білецький діяв сміливо і рішуче, вміло керував відділенням у бою, одним з перших увірвався до населеного пункту, у вуличному бою полонив 2 німецьких танкістів і справний танк, чим сприяв успішному просуванню вперед своєї стрілецької роти.
Протягом усіх днів боїв по знищенню оточеного угруповання ворога у Будапешті (Угорщина) стрілецьке відділення під командуванням гвардії сержанта А. Ю. Білецького виявляло зразки мужності, полонили 5 солдатів супротивника, які дали важливі відомості щодо сил і намірів ворога. 16 січня 1945 року під час бою вибув зі строю командир стрілецького взводу. Гвардії сержант перебрав на себе командування взводом, вміло керував ним у бою, зломавши спротив супротивника, одним з перших дістався будівлі угорського парламенту, перетвореної на потужний вузол спротиву, увірвався до будівлі і знищив 5 солдатів ворога.
24 березня 1945 року південно-західніше населеного пункту Солдіни (Словаччина) гвардії сержант А. Ю. Білецький на чолі групи розвідників проникнув у глиб ворожої оборони. Одним з перших досягнув ворожої траншеї і гранатою знищив кулемет разом з його обслугою. Бійцями відділення взято у полон 17 солдатів супротивника. 4 квітня того ж року в бою за місто Братислава, перебуваючи попереду наступаючих військ, вночі зняв сторожовий пост ворога і гранатами закидав підвальне приміщення будинку, перетвореного супротивником у потужний пункт спротиву.
Після демобілізації мешкав у Тирасполі (Молдавська РСР). Працював слюсарем в об'єднанні «Гідромеханізація». Похований на тираспольському кладовищі «Дальнє».

## Нагороди
Нагороджений орденами Слави 1-го (15.05.1946), 2-го (23.03.1945) та 3-го (16.12.1944) ступенів і медалями.